# Abiatar
Segons la Bíblia, Abiatar (en hebreu, אֶבְיָתָר בן-אֲחִימֶלֶךְ Eviatar ben Ahimélekh) va ser summe Sacerdot d'Israel en temps del Rei David però Salomó d'Israel el va deposar.
Abiatar era un levita descendent del fill petit d'Aaron, Itamar. La seva família s'havia anat traspassant el Summe Sacerdoci d'Israel; el seu pare Ahimèlec, el seu avi Ahià i el seu besavi Ahitub (net d'Elí, també jutge d'Israel) havien ocupat aquest càrrec abans que ell.
El seu pare era una sacerdot que ajudà David durant el seu exili. S'escapà de la matança que va fer Saül contra els sacerdots de Nob. Aleshores Abiatar s'uní al grup de rebels de David que lluitaven contra el rei d'Israel Saül. Va ser destituït i deportat a Anatot.